# Skeleton Crew (série télévisée)
Pour les articles homonymes, voir Skeleton Crew.
Production
Diffusion
Chronologie
The Acolyte Tales of the Underworld
Skeleton Crew est une série télévisée américaine en prise de vues réelles issue de l'univers Star Wars, créée et développée par Jon Watts et Christopher Ford. Elle est diffusée du 2 décembre 2024 au 14 janvier 2025 sur Disney+.
La série se déroulant à la même époque que la série The Mandalorian et ses dérivés, après les événements du film Star Wars, épisode VI : Le Retour du Jedi (1983). Skeleton Crew est un récit initiatique racontant l'histoire de quatre enfants qui font une découverte sur leur planète natale, se perdent dans la galaxie et entreprennent un voyage pour y retourner.
La série reçoit des critiques presse globalement positives.

## Synopsis
Environ cinq ans après la chute de l'Empire galactique, quatre enfants — Fern, KB, Wim et Neel — découvrent sur leur planète At Attin une étrange porte, qui s'avèrent être celle d'un vaisseau. L'un d'eux déclenche par erreur le vaisseau qui décolle avant de passer en hyperespace. Les quatre enfants, qui ne sont jamais sortis de leur planète, se retrouvent perdus dans l'espace à bord du vaisseau. Ils vont essayer de retrouver la route vers leur planète natale, At Attin, qui semble attirer les convoitises. Ils vont se lier d'amitié avec un droïde en piteux état, SM-33 ainsi qu'avec Jod Na Nawood, un prisonnier pirate ayant été jadis capitaine d'un vaisseau et qui prétend être un Jedi. Leur périple va notamment les mener sur l'étrange planète At Achrann.

## Distribution
Sauf indication contraire, les informations mentionnées dans cette section peuvent être confirmées par la base de données cinématographiques IMDb,  présente dans la section « Liens externes ».

### Acteurs principaux
- Jude Law (VF : Jean-Pierre Michaël) : Jod Na Nawood / Dash Zentin / Silvo
- Ravi Cabot-Conyers (en) (VF : Timothée Bardeau) : Wim
- Ryan Kiera Armstrong (VF : Jaynélia Coadou) : Fern
- Kyriana Kratter (VF : Coralie Thuilier) : KB
- Robert Timothy Smith (VF : Lenny Reignoux) : Neel
- Nick Frost (VF : David Krüger) : SM-33 (voix)
- Rob Ramsdell : SM-33 (capture de mouvement)

### Acteurs secondaires
- Tunde Adebimpe (en) (VF : Jean-Baptiste Anoumon) : Wendle, le père de Wim
- Kerry Condon (VF : Laura Blanc) : Fara, la mère de Fern
- Fred Tatasciore (VF : Boris Rehlinger) : Brutus (voix)
- Alia Shawkat (VF : Véronique Augereau) : Kh'ymm (voix)
- Jaleel White (VF : Diouc Koma) : Gunter
- Kelly Macdonald (VF : Edwige Lemoine) : Pokkit
- Marti Matulis (VF : Arnaud Arbessier) : Vane (voix)
- Dominic Burgess (VF : Jerome Wiggins) : Beef
- Dale Soules (VF : Béatrice Michel) : Chaelt

### Invités
- John Hodgman : Snobbius Snee (voix)
- Geneva Carr : Nooma (voix)
- Alan Resnick : Tuut Orial
- Julie Ann Emery : la directrice de l'hôtel sur Lanupa
- Paloma Garcia-Lee (VF : Juliette Poissonnier) : Melna (épisode 2)
- Alfred Molina (VF : Gabriel Le Doze) : Benjar Pranic (épisode 3, voix)
- Hala Finley (en) (VF : Clara Quilichini) : Hayna du clan Troïka sur At Achrann (épisode 4)
- Mathieu Kassovitz (VF : lui-même) : Général Strix, le leader du clan Troika sur At Achrann et père d'Hayna (épisode 4)
- Patrick Seitz (en) : Cthallops (épisode 5, voix)
- Stephen Fry (VF : Serge Faliu) : le droïde superviseur sur At Attin (épisode 8, voix)

 Source et légende : version française (VF) sur RS Doublage et selon les cartons du doublage français.

## Épisodes
1. C'est l'occasion de vivre une vraie aventure (This Could Be a Real Adventure)
2. Bien au-delà de la Barrière (Way, Way Out Past the Barrier)
3. Un passionnant problème d’astronavigation (Very Interesting, as an Astrogation Problem)
4. Je ne peux pas dire que je me souvienne d'At Attin (Can't Say I Remember No At Attin)
5. Beaucoup de choses à apprendre sur les pirates (You Have a Lot to Learn About Pirates)
6. Plus d’amis, encore une fois (Zero Friends Again)
7. On va avoir de gros ennuis (We're Gonna Be in So Much Trouble)
8. Les vrais gentils (The Real Good Guys)

## Production

### Genèse et développement
Le 26 mai 2022, Jude Law est annoncé comme le premier acteur participant à la série. Le 7 avril 2023, durant la Star Wars Celebration 2023, il est révélé que les jeunes acteurs Ryan Kiera Armstrong, Ravi Cabot-Conyers, Kyriana Kratter et Robert Timothy Smith rejoignent la distribution dans des rôles principaux. En juin 2023, il est annoncé que Jaleel White incarnera Gunter, un pirate.
Le 31 juillet 2024, les noms des personnages sont révélés, ainsi que des images exclusives de la série.

### Tournage
Le tournage se déroule en septembre 2022 dans les Manhattan Beach Studios in comté de Los Angeles en Californie, sous le faux-titre Grammar Rodeo (une allusion à Faux permis, vrais ennuis des Simpson). Comme les précédentes séries télévisées Star Wars, Skeleton Crew n'utilise pas d'écrans verts pour les Effets visuels mais plutôt la technologie StageCraft (en) avec des écrans LED pour créer des décors. Par ailleurs, la production a recours pour certaines créatures à l'animation en volume (stop-motion) sous la houlette d'un spécialiste du genre, Phil Tippett, et même à du matte painting, des techniques qui n'étaient plus utilisées en raisons des effets spéciaux numériques. Réalisateur de deux épisodes, David Lowery déclare que l'un de ses épisodes comprend un membre de l'espèce Teek du téléfilm La Bataille d'Endor (1985) qui a été créé à l'aide d'une marionnette. Le cinéaste déclare avoir apprécié la combinaison de la marionnette issue d'une ancienne technologie, associée à des effets de pointe numériques. Les prises de vues s'achèvent le 22 janvier 2023.

### Fiche technique
Sauf indication contraire, les informations mentionnées dans cette section peuvent être confirmées par la base de données cinématographiques IMDb,  présente dans la section « Liens externes ».
- Création : Jon Watts et Christopher Ford
- Réalisation : Jon Watts, David Lowery, Bryce Dallas Howard, Daniel Kwan et Daniel Scheinert, Jake Schreier et Lee Isaac Chung
- Scénario : Christopher Ford, Jon Watts et Myung Joh Wesner, d'après l’œuvre de George Lucas
- Musique : Mick Giacchino
- Photographie : Sean Porter et David Klein
- Montage : Andrew S. Eisen, Terel Gibson et Katheryn Naranjo
- Décors : Doug Chiang et Oliver Scholl
- Costumes : Louise Mingenbach
- Production : John Bartnicki et Susan McNamara
- Producteurs exécutifs : Jon Favreau, Dave Filoni, Christopher Ford, Kathleen Kennedy, Jon Watts et Colin Wilson
- Producteurs associés : David H. Venghaus Jr. et Rachael Lee
- Coproducteurs : John Hampian et Clint Spillers
- Sociétés de production : Lucasfilm et The Walt Disney Company
- Distribution : Disney+
- Effets spéciaux : PixStone Images, DNEG, Image Engine Design et Legacy Effects
- Durée : 32–47 minutes

## Accueil

### Critique
La série reçoit des critiques globalement positives. Sur le site d'agrégation de critiques Rotten Tomatoes, elle obtient 92% d'avis favorables, pour 148 critiques et une note moyenne de 7,65⁄10. Le consensus suivant résumé les avis collectés : « Évoquant l'émerveillement enfantin, Skeleton Crew est une aventure Star Wars palpitante qui garde les choses simples de manière rafraîchissante. » Sur le site Metacritic, qui utilise une moyenne pondérée, la série obtient la note de 72⁄100 pour 23 critiques.
En France, le site Allociné propose une note moyenne de 3,5⁄5 basée sur 14 titres de presse.